# Tim Howard
Timothy Matthew „Tim“ Howard (* 6. března 1979) je bývalý americký profesionální fotbalový brankář. Svoji hráčskou kariéru ukončil v roce 2021, a to v dresu amerického klubu Memphis 901 FC. V americkém národním týmu odchytal 121 soutěžních zápasů, což žádný jiný americký brankář nedokázal.

## Klubová kariéra
Howard odstartoval svou kariéru v dresu North Jersey Imperials, odkud se v roce 1998 přesunul do prvoligového klubu MetroStars (dnešní New York Red Bulls). V roce 2003 si jej vyhlédl anglický velkoklub Manchester United, se kterým vyhrál Community Shield, FA Cup i ligový pohár. Po příchodu nizozemského gólmana Edwina van der Sara odešel Howard na hostování do liverpoolského Evertonu. Do klubu následně v únoru 2007 přestoupil na trvalo. 4. ledna 2012 vstřelil Howard svůj první profesionální gól, a to v ligovém zápase Boltonu Wanderers. Stal se tak teprve čtvrtým brankářem, kterému se to v nejvyšší anglické soutěži povedlo. V roce 2016 se Howard vrátil do MLS, kde podepsal smlouvu s Colorado Rapids. Zde chytal až do října 2019, kdy se rozhodl ukončit svoji kariéru. Howard se následně stal sportovním ředitelem amerického klubu Memphis 901 FC, kterého byl již částečným vlastníkem. V březnu 2020 se vrátil mezi tři tyče, když podepsal roční hráčský kontrakt.

## Reprezentační kariéra
S týmem USA vyhrál Zlatý pohár CONCACAF 2007 a startoval na světových šampionátech v letech 2006, 2010 a 2014. V osmifinále mistrovství světa ve fotbale 2014 proti Belgii byl vyhlášen mužem zápasu, když zlikvidoval šestnáct soupeřových střel, což je rekord MS, Američané však vypadli po porážce 1:2 v prodloužení.

## Osobní život
Howard trpí Tourettovým syndromem a obsedantně kompulzivní poruchou (OCD). O životě s touto poruchou vydal knihu The Keeper.

### Vlastnictví klubů

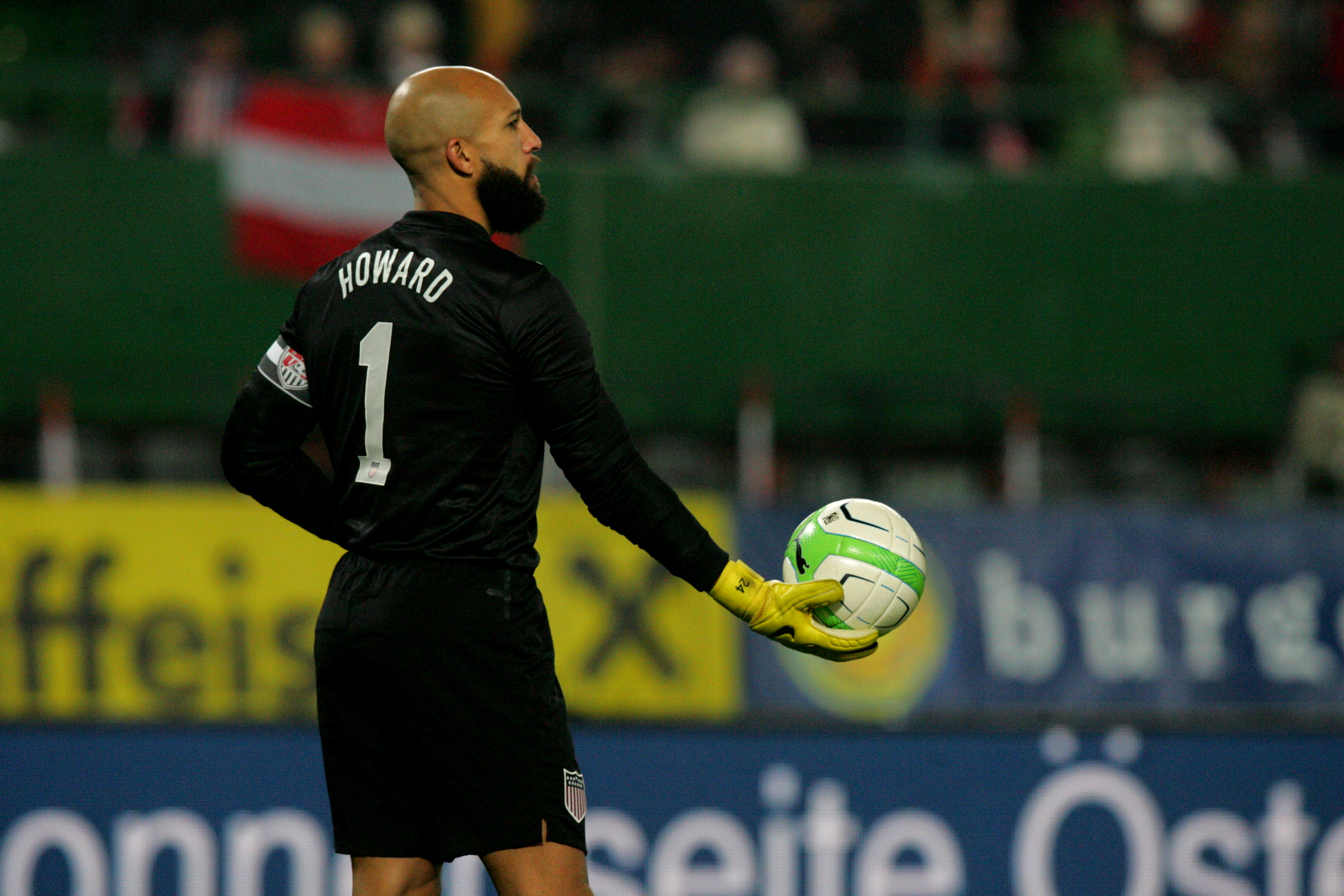
Howard za USA národní tým proti Rakousku v roce 2013

V září 2018 se stal částečným vlastníkem anglického klubu Dagenham & Redbridge FC a amerického klubu Memphis 901 FC. V prosinci 2019 bylo oznámeno, že Howard převzal funkci sportovního ředitele v Memphisu 901 FC a že již řídí správu rozpisu klubu.  Kromě toho bylo v říjnu 2019 oznámeno, že Howard bude prvním mezinárodním velvyslancem v USA pro bývalý klubEverton FC.

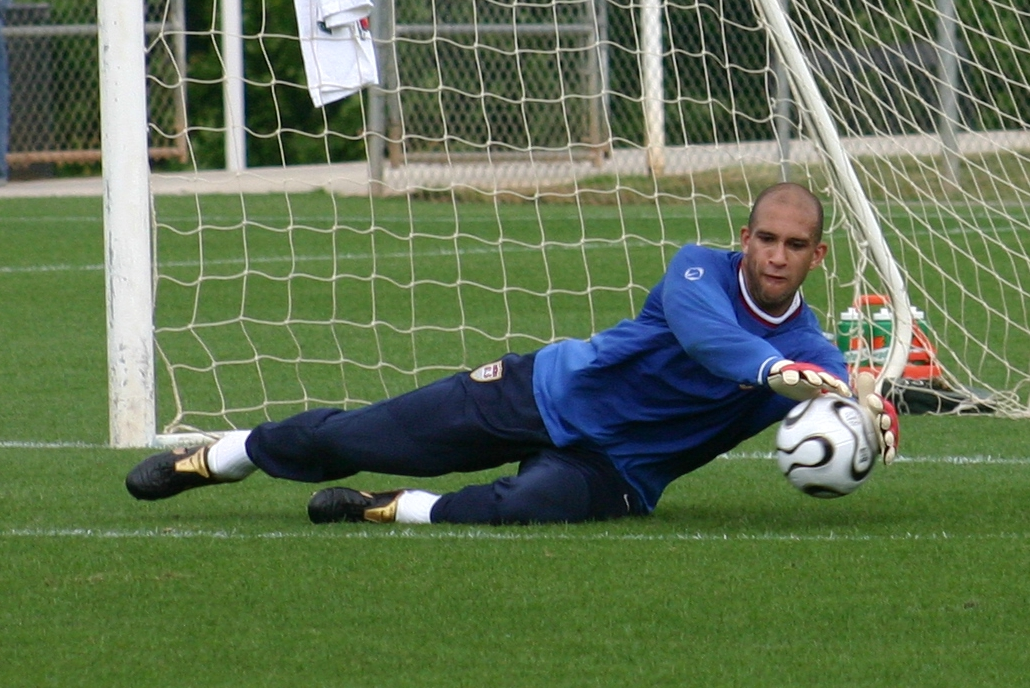
Trénink